# Puchar BVA mężczyzn (2023)
Puchar BVA mężczyzn 2023 (oficjalnie: Men's BVA Cup 2023) – 16. edycja turnieju o puchar krajów bałkańskich zorganizowana przez Balkan Volleyball Association (BVA). Rozgrywki odbyły się w dniach 4-7 października 2023 roku w Cengiz Göllü Voleybol Salonu w Bursie.
W turnieju uczestniczyło sześć drużyn. Rozgrywki składały się z fazy grupowej oraz meczów klasyfikacyjnych o pierwsze, trzecie i piąte miejsce. Po raz pierwszy Puchar BVA zdobył Spartak Subotica, który w finale pokonał klub Bursa Büyükşehir Belediyesi. Trzecie miejsce zajął Pigasos Polichnis. Serbski klub uzyskał w sezonie 2023/2024 prawo gry w Pucharze Challenge.

## System rozgrywek
Puchar BVA 2023 składał się z fazy grupowej oraz meczów klasyfikacyjnych.
W fazie grupowej drużyny podzielona zostały na dwie grupy (A i B). W każdej grupie zespoły rozegrały ze sobą po jednym spotkaniu. Zwycięzcy grup awansowali do finału, drużyny z drugich miejsc – zagrali mecz o 3. miejsce, natomiast te z trzecich miejsc – mecz o 5. miejsce.

## Drużyny uczestniczące
W Pucharze BVA 2023 uczestniczyło 6 drużyn.
| Państwo              | Klub                        |
| -------------------- | --------------------------- |
| Bośnia i Hercegowina | OK Bosna Sarajewo           |
| Grecja               | Pigasos Polichnis           |
| Kosowo               | KV Peja                     |
| Macedonia Północna   | Universiteti i Tetovës      |
| Serbia               | Spartak Subotica            |
| Turcja               | Bursa Büyükşehir Belediyesi |

## Rozgrywki

### Faza grupowa
finał
     mecz o 3. miejsce
     mecz o 5. miejsce

#### Grupa A
Tabela
| Lp. | Drużyna           | Mecze | Mecze   | Mecze   | Pkt | Sety | Sety | Sety  | Małe punkty | Małe punkty | Małe punkty |
| Lp. | Drużyna           | M     | W (3:2) | P (2:3) | Pkt | wyg. | prz. | ratio | zdob.       | str.        | ratio       |
| --- | ----------------- | ----- | ------- | ------- | --- | ---- | ---- | ----- | ----------- | ----------- | ----------- |
| 1   | Spartak Subotica  | 2     | 2 (0)   | 0 (0)   | 6   | 6    | 0    | MAX   | 150         | 114         | 1.316       |
| 2   | Pigasos Polichnis | 2     | 1 (0)   | 1 (0)   | 3   | 3    | 4    | 0.750 | 157         | 144         | 1.090       |
| 3   | OK Bosna Sarajewo | 2     | 0 (0)   | 2 (0)   | 0   | 1    | 6    | 0.167 | 121         | 170         | 0.712       |

Zasady ustalania kolejności: 1. liczba wygranych meczów; 2. liczba zdobytych punktów; 3. wyższy stosunek setów; 4. wyższy stosunek małych punktów; 5. bilans w bezpośrednich spotkaniach.
Punktacja: 3:0 i 3:1 – 3 pkt; 3:2 – 2 pkt; 2:3 – 1 pkt; 1:3 i 0:3 – 0 pkt
Wyniki spotkań
| 4.10.2023 19:30 (UTC+3) | Spartak Subotica | 3:0 (25:22, 25:19, 25:11) raport | OK Bosna Sarajewo | Cengiz Göllü Voleybol Salonu, Bursa |

| 5.10.2023 17:00 (UTC+3) | Pigasos Polichnis | 3:1 (25:15, 20:25, 25:10, 25:19) raport | OK Bosna Sarajewo | Cengiz Göllü Voleybol Salonu, Bursa |

| 6.10.2023 17:00 (UTC+3) | Spartak Subotica | 3:0 (25:19, 25:20, 25:23) raport | Pigasos Polichnis | Cengiz Göllü Voleybol Salonu, Bursa |

#### Grupa B
Tabela
| Lp. | Drużyna                     | Mecze | Mecze   | Mecze   | Pkt | Sety | Sety | Sety  | Małe punkty | Małe punkty | Małe punkty |
| Lp. | Drużyna                     | M     | W (3:2) | P (2:3) | Pkt | wyg. | prz. | ratio | zdob.       | str.        | ratio       |
| --- | --------------------------- | ----- | ------- | ------- | --- | ---- | ---- | ----- | ----------- | ----------- | ----------- |
| 1   | Bursa Büyükşehir Belediyesi | 2     | 2 (0)   | 0 (0)   | 6   | 6    | 0    | MAX   | 150         | 83          | 1.807       |
| 2   | KV Peja                     | 2     | 1 (0)   | 1 (0)   | 3   | 3    | 3    | 1.000 | 116         | 140         | 0.829       |
| 3   | Universiteti i Tetovës      | 2     | 0 (0)   | 2 (0)   | 0   | 0    | 6    | 0.000 | 107         | 150         | 0.713       |

Zasady ustalania kolejności: 1. liczba wygranych meczów; 2. liczba zdobytych punktów; 3. wyższy stosunek setów; 4. wyższy stosunek małych punktów; 5. bilans w bezpośrednich spotkaniach.
Punktacja: 3:0 i 3:1 – 3 pkt; 3:2 – 2 pkt; 2:3 – 1 pkt; 1:3 i 0:3 – 0 pkt
Wyniki spotkań
| 4.10.2023 17:00 (UTC+3) | Bursa Büyükşehir Belediyesi | 3:0 (25:11, 25:10, 25:20) raport | KV Peja | Cengiz Göllü Voleybol Salonu, Bursa |

| 5.10.2023 19.30 (UTC+3) | Bursa Büyükşehir Belediyesi | 3:0 (25:18, 25:14, 25:10) raport | Universiteti i Tetovës | Cengiz Göllü Voleybol Salonu, Bursa |

| 6.10.2023 19.30 (UTC+3) | KV Peja | 3:0 (25:21, 25:23, 25:21) raport | Universiteti i Tetovës | Cengiz Göllü Voleybol Salonu, Bursa |

### Mecz o 5. miejsce
| 7.10.2023 14:30 (UTC+3) | OK Bosna Sarajewo | 3:0 (25:18, 25:18, 25:20) raport | Universiteti i Tetovës | Cengiz Göllü Voleybol Salonu, Bursa |

### Mecz o 3. miejsce
| 7.10.2023 17:00 (UTC+3) | Pigasos Polichnis | 3:0 (25:17, 25:17, 25:14) raport | KV Peja | Cengiz Göllü Voleybol Salonu, Bursa |

### Finał
| 7.10.2023 19:30 (UTC+3) | Spartak Subotica | 3:0 (25:17, 25:17, 25:14) raport | Bursa Büyükşehir Belediyesi | Cengiz Göllü Voleybol Salonu, Bursa |

## Klasyfikacja końcowa
| Poz. | Drużyna                     |
| ---- | --------------------------- |
| 1.   | Spartak Subotica            |
| 2.   | Bursa Büyükşehir Belediyesi |
| 3.   | Pigasos Polichnis           |
| 4.   | KV Peja                     |
| 5.   | OK Bosna Sarajewo           |
| 6.   | Universiteti i Tetovës      |